# NGC 7136
NGC 7136 is een dubbelster in het sterrenbeeld Steenbok. Het hemelobject werd in 1886 ontdekt door de Amerikaanse astronoom Frank Muller.